# Sad Songs for Dirty Lovers
Albums de The National
The National
(2001) Alligator
(2005)
Sad Songs for Dirty Lovers est le deuxième album du groupe de rock indépendant The National. Il est sorti le 2 septembre 2003 sur le label Brassland Records.

## Liste des pistes
| No  | Titre                  | Durée |
| --- | ---------------------- | ----- |
| 1.  | Cardinal Song          | 6:18  |
| 2.  | Slipping Husband       | 3:22  |
| 3.  | 90-Mile Water Wall     | 3:44  |
| 4.  | It Never Happened      | 4:37  |
| 5.  | Murder Me Rachael      | 3:45  |
| 6.  | Thirsty                | 3:48  |
| 7.  | Available              | 3:20  |
| 8.  | Sugar Wife             | 2:21  |
| 9.  | Trophy Wife            | 3:32  |
| 10. | Fashion Coat           | 2:02  |
| 11. | Patterns of Fairytales | 3:43  |
| 12. | Lucky You              | 4:22  |

## Accueil critique
Tim DiGravina, d'AllMusic, lui donne 3 étoiles sur 5. Brandon Stosuy, de Pitchfork, lui donne la note de 8,4/10. Sputnikmusic lui donne 3,5 étoiles sur 5.